# Marek Gróbarczyk
Marek Józef Gróbarczykⓘ (ur. 13 marca 1968 w Nowym Sączu) – polski inżynier, menedżer i polityk. W 2007 minister gospodarki morskiej w rządzie Jarosława Kaczyńskiego, w latach 2015–2020 minister gospodarki morskiej i żeglugi śródlądowej w rządzie Beaty Szydło oraz w pierwszym i drugim rządzie Mateusza Morawieckiego, w latach 2020–2023 sekretarz stanu w Ministerstwie Infrastruktury. Poseł do Parlamentu Europejskiego VII i VIII kadencji (2009–2015), poseł na Sejm IX i X kadencji (od 2019).

## Życiorys
Ukończył studia na Wydziale Eksploatacji Siłowni Okrętowych Wyższej Szkoły Morskiej w Gdyni, studia podyplomowe w zakresie telekomunikacji cyfrowej na Akademii Techniczno-Rolniczej w Bydgoszczy, a także liczne kursy w zakresie zarządzania i finansów.
Pracował na statkach armatorów zachodnich jako oficer, a następnie w firmie budowlanej. Zajmował kierownicze stanowiska w spółkach prawa handlowego, m.in. był członkiem rady nadzorczej Operatora Logistycznego Paliw Płynnych, a od 25 stycznia 2007 pełnił funkcję wiceprezesa zarządu Zakładów Azotowych w Tarnowie-Mościcach S.A.
Od 13 sierpnia 2007 do 16 listopada 2007 sprawował urząd ministra gospodarki morskiej w rządzie Jarosława Kaczyńskiego.
Wstąpił później do Prawa i Sprawiedliwości. W wyborach do Parlamentu Europejskiego w 2009 został wybrany na europosła w okręgu gorzowskim z pierwszego miejsca na liście, uzyskując 41 409 głosów. 26 listopada 2011 został wybrany przez radę polityczną PiS w skład komitetu politycznego tej partii. W wyborach do Parlamentu Europejskiego w 2014 z powodzeniem ubiegał się o reelekcję na VIII kadencję.
16 listopada 2015 powołany na ministra gospodarki morskiej i żeglugi śródlądowej w rządzie Beaty Szydło, co skutkowało wygaśnięciem jego mandatu eurodeputowanego. 11 grudnia 2017 objął to samo stanowisko ministerialne w nowo utworzonym rządzie Mateusza Morawieckiego.
W wyborach w 2019, będąc liderem listy Prawa i Sprawiedliwości w okręgu szczecińskim, uzyskał mandat posła IX kadencji, otrzymując 58 912 głosów. 15 listopada 2019 ponownie został ministrem gospodarki morskiej i żeglugi śródlądowej, wchodząc w skład drugiego rządu dotychczasowego premiera. W związku z likwidacją resortu został odwołany ze składu rządu 6 października 2020. W listopadzie tego samego roku powrócił do administracji rządowej, obejmując funkcję sekretarza stanu w Ministerstwie Infrastruktury.
W wyborach w 2023 z powodzeniem ubiegał się o poselską reelekcję, otrzymał 44 422 głosy. W grudniu tego samego roku zakończył pełnienie funkcji wiceministra.

## Życie prywatne
Syn Zdzisława i Bronisławy. Jest żonaty, ma dwoje dzieci.